# 姜曰廣
姜曰廣（1584年—1649年2月29日），字居之，號燕及，晚號浠湖老人，江西新建浠湖里（今豐城市同田鄉候塘村）人，明末政治人物，進士出身。

## 生平
萬曆四十三年（1615年）乙卯科江西鄉試舉人，四十七年（1619年）登己未科進士。選庶吉士，天啓四年（1624年）授編修，五年會試同考。天啓五年十月初一日（1625年10月31日）容妃任氏生皇子朱慈炅，頒詔天下。次年，充正使赴朝鲜，與給事中王夢尹敕封仁祖為朝鮮國王，並奉旨視察師海上情形，還針對毛文龍功績大小虛實，詢問過中朝邊境當地朝鮮百姓，考核毛文龍部水師。得到一些關於毛文龍的重要關鍵消息。回國，便上疏言：“文龍以二百人入鎮江，據鐵山招降夷，撫歸義之民至十餘萬，不可不謂之豪傑，不可不謂之偏鋒。若堂堂正正，與虜決勝負于郊原，不獨臣不敢信，文龍亦不敢自信。若養成一隊精銳之兵，設伏用間，乘敝出奇，文龍自信其能，臣亦信文龍之能也。朝廷知文龍以用文龍，則不致失文龍而莫盡其能，亦不致孤倚文龍，以困而覆之矣。”然而朝廷終究沒有重用毛文龍，後果然如曰廣所言，以致於明軍兵敗，遼東一帶、藩屬國朝鮮皆落入後金之手。
姜曰廣出使朝鮮期間，潔身自好，不受賄贈，又贈送醫書和揭帖給朝鮮仁祖，深受朝鮮君臣好評。但回國後不久，因忤逆魏忠賢，被免職回鄉。
崇祯初年（1628年）閹黨倒台，起復原职，崇禎元年（1628年）擢左春坊右中允，升左谕德、右庶子，掌右春坊印。崇禎三年（1630年）典南京鄉試，並提拔一干名士，如楊廷樞、張溥、陳子龍、楊廷麟等各以文章氣節著聞，顧以清白堅不依附時局，但卻都為溫體仁、周延儒等首輔排斥，無法被重用。崇禎九年（1636年）累官至吏部右侍郎，後因事獲罪而被貶為南京太常寺卿，遂引疾歸鄉。崇禎十五年（1642年）升任詹事。崇禎十七年（1644年）以詹事掌南京翰林院事，期間曾經與史可法上書請求讓皇太子朱慈烺前往南京監國，但意見未被崇禎帝採納。同年，李自成攻陷北京，崇祯帝於煤山自縊而亡，南京議論立帝，姜曰廣等主張立潞王，結果福王為帝，仍为礼部尚书兼东阁大学士，与史可法、高弘图並稱“南中三贤相”。
內閣首輔馬士英雖與姜曰廣同年，但兩人素來不和，本想誣陷姜曰廣。然而因姜曰廣有聲望，無人敢響應馬士英。後得知宗室朱統𨰥品行惡劣，便想到可以用職官加以利誘，使其打擊姜曰廣。遂指使朱統𨰥上疏誣告彈劾姜曰廣任用東林黨鄭三俊、吳甡、房可壯、孫晉等人，把持朝政，以劉士禎為通政使，阻遏章奏，以王重為文選，扶植私人；命令楊廷麟放走獄中的兇悍盜賊，聯同江河大俠與水陸奸官窺視南京，陰謀遷都或另立新君；包庇曾投靠李自成的臣子；收受賄賂；姑息養奸等五大罪狀。後又遭馬、阮黨人僉事陸朗、副使黃耳鼎等人上疏彈劾其結黨欺君、把持朝政、無人臣禮，遂棄官回南昌。
隆武四年（1648年）金聲桓邀姜曰广起義，並授其太子太保、吏部尚書兼兵部尚書、中極殿大學士等官銜，御賜尚方寶劍，可以根據實際情況或臨時變化，先斬後奏，清廷得知後，派征南大將軍譚泰率兵攻打南昌，次年，正月十九，城破，金声桓投水死，姜曰廣亦投水自尽，一說於仁臣之心牌坊下上吊自盡。

## 著作
著有《石井山房文集》、《皇华集》、《石井山房语录》、《過江七事》等。
其中《過江七事》專記南明弘光帝政權的七件大事，目分「計迎立」、「正糾參」、「禁緝事」、「護總憲」、「裁鎮將」、「防左鎮」、「持逆案」。以往误认为《过江七事》为明末四公子之一的陈贞慧所作，但顧誠在其所著《南明史》明白指出《過江七事》应为姜曰廣所作。。

## 家族
曾祖姜兼鳳，儒耆。祖父姜晃，庠生，父姜春芳，庠生。